# 우라타 나오키
우라타 나오키(일본어: 浦田 尚希, 1974년 6월 27일 ~ )는 일본의 전 축구 선수이다.

## 구단 경력
과거 가와사키 프론탈레, 방포레 고후에서 활동하였다.